# فيسنت ماتياس فوسو
فيسنت خوسيه ماتياس فوسو (بالإسبانية: Matías Vuoso)‏ (مواليد 3 نوفمبر 1981 في مار ديل بلاتا) لاعب كرة قدم مكسيكي دولي يجيد اللعب في خط الهجوم . يلعب حاليا لصالح نادي أمريكا المكسيكي منذ 2010 .

## روابط خارجية
- فيسنت ماتياس فوسو على موقع الاتحاد الدولي (مؤرشف)  (الإنجليزية)
- فيسنت ماتياس فوسو على موقع قاعدة بيانات كرة القدم.إي يو (الإنجليزية)
- فيسنت ماتياس فوسو على موقع ناشيونال فوتبول تيمز (الإنجليزية)
- فيسنت ماتياس فوسو على موقع Soccerway.com (الإنجليزية)
- فيسنت ماتياس فوسو على موقع AS.com (الإسبانية)